# Ulica Wolność w Warszawie
Ulica Wolność – ulica znajdująca się na warszawskim osiedlu Nowolipki w dzielnicy Wola.

## Historia
Pierwotnie był to gościniec do Babic i stanowiła drogę między innymi na Koło, gdzie odbywały się wówczas wolne elekcje. Nazwę Wolność po raz pierwszy odnotowano w 1771 roku. 
W okresie okupacji niemieckiej ulicy nadano nowe nazwy: polską Zegarmistrzowska i niemiecką Uhrmacherstrasse.

## Ważniejsze obiekty
- Na rogu ul. Wolność i ul. Żytniej znajduje się metalowy krzyż upamiętniających pochowanych w tym miejscu, w zbiorowej mogile Polaków i Rosjan poległych w powstaniu kościuszkowskim.
- XXX Liceum Ogólnokształcące im. Jana Śniadeckiego w Warszawie
- Bloki osiedla Muranów Południowy, zbudowane w latach 1947–1956 według projektu Bohdana Lacherta i jego zespołu.

## Obiekty nieistniejące
- Fabryka Zabawek i Galanterii Drzewnej „Wiór”, późniejszy Patronat Towarzystwa Opieki nad Ociemniałymi, zburzona w czasie wojny[3][4].